# Execució a la forca
|  | «Penjats» redirigeix aquí. Si cerqueu la colla castellera universitària, vegeu «Penjats del Campus de Manresa». |

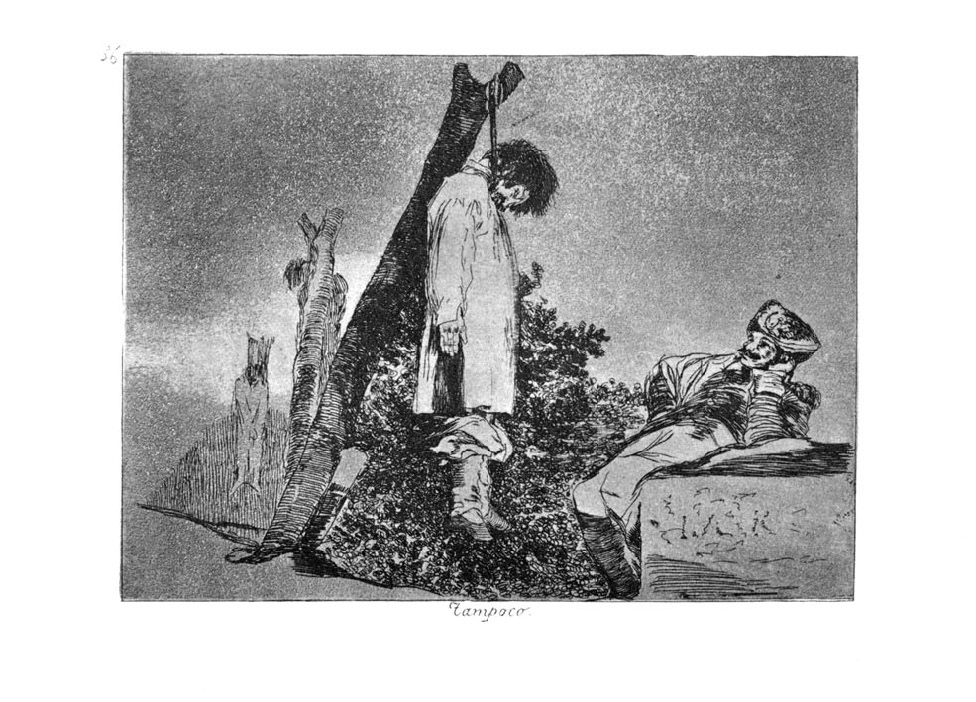
Gravat de Goya, Tampoc (sèrie Els desastres de la guerra)

L'execució a la forca, penjament o penjoni és la suspensió d'una persona amb l'objectiu de produir-li la mort. La suspensió es pot fer en una forca o en qualsevol altre punt de subjecció a suficient altura i resistència al pes.
L'execució a la forca també es pot relacionar amb el mètode de suïcidi en el qual la persona s'aplica una lligadura al coll fins que es torna inconscient i, finalment, mor. Aquest mètode ha estat més sovint utilitzat en presons i altres institucions, on és difícil dur a terme una suspensió completa. El primer ús conegut en aquest sentit va ser el 1300 AD.

## Mètodes d'execució a la forca judicial
Existeixen quatre maneres de dur a terme un penjament judicial: la caiguda curta, el penjament per suspensió, la caiguda estàndard i la caiguda llarga.

### Caiguda curta
La caiguda curta es du a terme col·locant el presoner condemnat a la part posterior d'una carrossa, cavall o un altre vehicle, amb la soga al voltant del coll. El vehicle és desplaçat, tot deixant la persona penjada de la corda. La mort és lenta i dolorosa, i el presoner condemnat mor per estrangulació. Fins al 1850 aquest era el principal mètode utilitzat per fer execucions a la forca. Normalment s'utilitzava una escala quan es forçava al condemnat a ascendir, continuant amb la col·locació de la soga al voltant del seu coll i, finalment, el botxí retirava l'escala o se'l feia girar. A vegades també s'havia usat un banc, en el qual el condemnat es posava dempeus per després retirar-lo.

### Execució per suspensió
El penjament per suspensió és similar a la caiguda curta, excepte que la forca mateixa és mòbil, de manera que la soga pot ser elevada una vegada el condemnat ja està en posició. Aquest mètode és utilitzat actualment a l'Iran, on utilitzen canons de tanc o grues mòbils per elevar el condemnat a l'aire. Mètodes similars consisteixen a passar una corda a través d'una politja per elevar la persona.

### Caiguda estàndard
La caiguda estàndard contempla una caiguda d'entre 1,2 i 1,8 metres i va entrar en ús a mitjan segle xix en països de parla anglesa i en aquells els sistemes judicials dels quals estaven sota influència anglesa. Va ser considerada com una millora respecte a la caiguda curta perquè la intenció era ser suficient per trencar el coll de la persona, causant-li la paràlisi immediata i immobilització (i, probablement, inconsciència immediata).

### Caiguda llarga
Aquest procediment, també conegut com a caiguda mesurada, va ser introduït el 1872 per William Marwood com un avenç científic respecte la caiguda estàndard. En comptes que tota la gent caigués la mateixa distància estàndard, es calculava, segons el pes de cada persona, quina llargada de corda era necessària per assegurar que la caiguda trenqués el coll dels executats.

## Penjament com a mètode de suïcidi

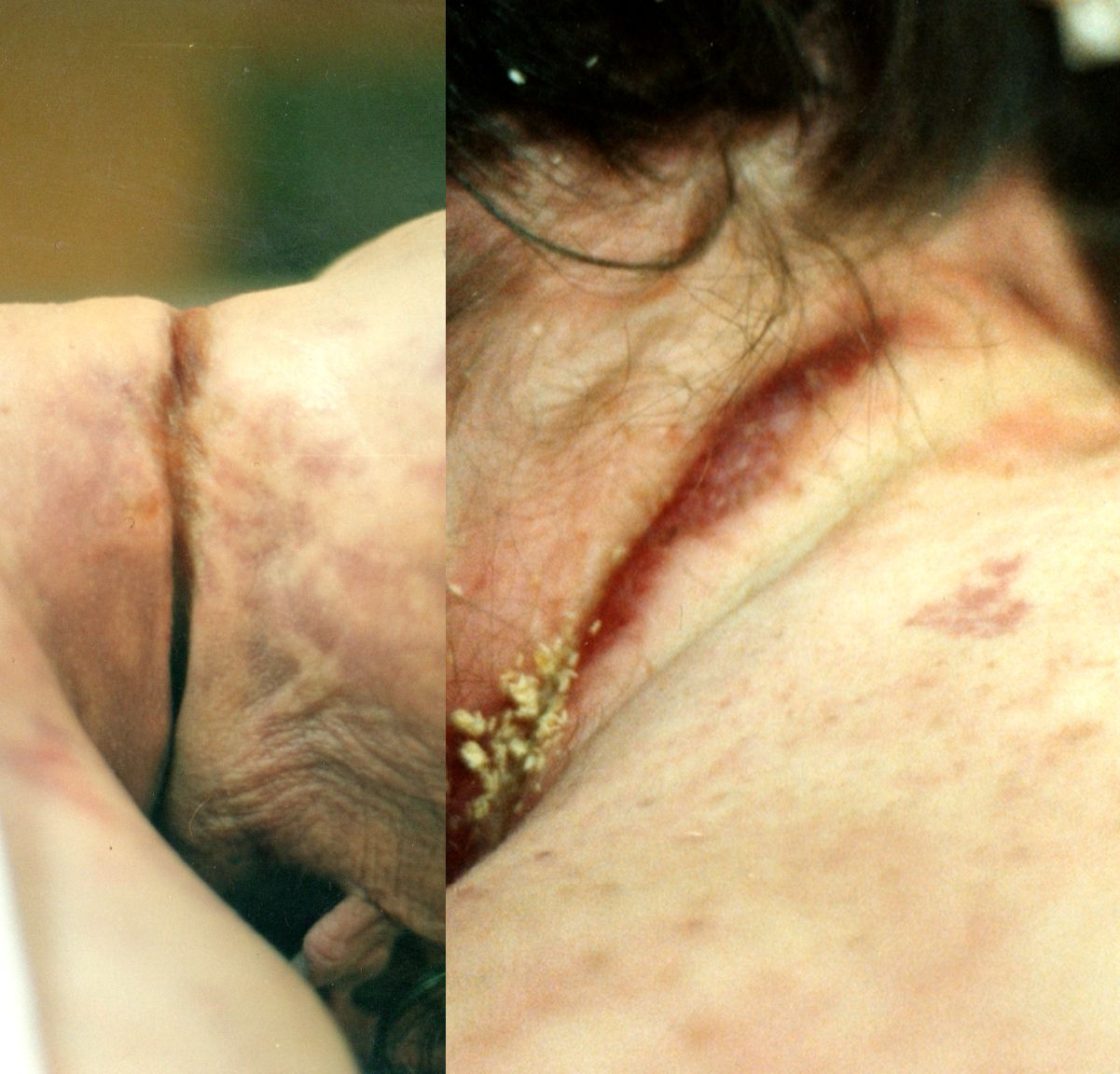
Solc produït per la corda al coll en un suïcidi per penjament. Vista anterior i vista posterior.

El penjament és un mètode comú de suïcidi. Els materials necessaris per suïcidar-se per penjament estan fàcilment disponibles per a qualsevol persona, a diferència d'armes de foc o verins letals. La suspensió completa no és necessària, i per aquesta raó el penjament és especialment comú entre presoners suïcides. Un tipus de penjament comparable a la suspensió completa és autoestrangulació utilitzant una lligadura al coll i només emprant parcialment el pes corporal (suspensió parcial). Aquest mètode consisteix a perdre la consciència a causa de la restricció de flux sanguini arterial mentre se sosté la respiració.